# Lourdes Vallier
Maria de Lourdes Mascarenhas Vallier (Salvador, 16 de agosto de 1919 — Rio de Janeiro, 21 de novembro de 2001) foi pianista, organista e professora de canto do Brasil. Como profissional e amante da música erudita, formou e influenciou gerações de cantores profissionais e amadores.

## Biografia

### Infância e primeiros estudos musicais
Lourdes Vallier nasceu em Salvador e pertencia a uma família de ascendência francesa. Aos quatro anos iniciou seus estudos musicais de piano com professora particular, dada sua precocidade. Posteriormente, ingressou na Escola Jatobá, prestigiada instituição musical baiana, onde estudou com Silvio Deolindo Fróes. Graduou-se em piano aos quinze anos, demonstrando vocação para concertista.

### Trabalho no Conservatório Brasileiro de Música e no Theatro Municipal
Na década de 1940, a família Vallier mudou-se para o Rio de Janeiro. Lourdes, então, aperfeiçoou sua técnica de piano com o professor Luís Amabile.
Entretanto, caracterizada por personalidade muito ativa, procurou emprego no Conservatório Brasileiro de Música, então dirigido pelo compositor Oscar Lorenzo Fernández. Este fez um teste de leitura com Lourdes utilizando uma composição sua, manuscrita, que não havia mostrado a ninguém. Lourdes tocou de primeira leitura tão bem, que Lorenzo convocou outros professores do Conservatório para verem a moça virtuose. Alguns professores suspeitaram que Lourdes tivesse estudado previamente a peça, ao que Lorenzo a desafiou a tocar outra peça inédita na frente de todos. Ela o fez com brilhantismo e ganhou o emprego de acompanhadora da famosa professora e ex-cantora lírica Madame Roxy King Shaw e o respeito dos demais professores pela solidez de sua técnica musical.
A proximidade com o canto fez com que Lourdes Vallier se apaixonasse pelo instrumento voz. Não obstante ter residido por dois anos em Paris na década de 1950 após ganhar uma bolsa do governo francês para se aperfeiçoar em regência e piano com o professor Jean Batallá, a voz humana já havia conquistado o coração de Lourdes. A este instrumento, ela colocou toda sua dedicação e técnica ao longo de extensa carreira. Por exemplo, trabalhou também por doze anos como pianista acompanhadora no Theatro Municipal do Rio de Janeiro.
Quando Madame Roxi King Shaw faleceu, Lourdes Vallier a substituiu como professora do Conservatório Brasileiro, ensinando e acompanhando simultaneamente seus alunos.
Muito estudiosa, culta e tendo viajado por diversos países, Lourdes era fluente em francês, italiano, espanhol, inglês e alemão. À exemplo de Maria Callas, a primeira coisa que destacava para seus alunos era o significado do que iriam cantar. A interpretação devia estar de acordo com a mensagem a ser passada.

### Amizades ilustres
Além de Lorenzo Fernandes, Lourdes Vallier gozou da amizade de grandes músicos brasileiros. Na primeira parte do século XX, ela compartilhava música e amizade com compositores como Villa Lobos e cantores como Bidu Saião. De Villa Lobos, Lourdes testemunhou a famosa habilidade de compor em meio a ambiente ruidoso. O compositor explicou à Lourdes que o importante era seu ouvido interior. De Bidu, Lourdes destacava a doçura de voz e de personalidade e se orgulhava com a fama da compatriota.
Posteriormente, formou fortes laços de amizade com a compositora e regente Cleofe Person de Mattos, fundadora da Associação de Canto Coral e pesquisadora que resgatou a música do brasileiro Padre José Maurício Nunes Garcia.
Mais próxima de sua senioridade, Lourdes também se tornou amiga do maestro Armando Prazeres, fundador da Orquestra Petrobras Sinfônica e de numerosos coros. Inúmeros coralistas de Prazeres eram alunos particulares de Lourdes.
Muitos outros amigos famosos conviveram com Lourdes Vallier, no entanto, sua personalidade a levava a dar valor a todas as pessoas. Desta forma, ela levou calor humano e musicalidade a um grande contingente de pessoas não públicas.

### Dedicação à música sacra
Por 49 anos, Lourdes Vallier tocou órgão nas missas do Santuário de Nossa Senhora Mãe da Divina Providência no Colégio Zaccaria, bairro do Catete no Rio de Janeiro. Em todos estes anos, organizou a parte musical das cerimônias e preparou o coro. Sua combinação singular de técnica e habilidade interpessoal tornou possível preparar peças de vulto, como a Missa de Angelis em Latim, com fiéis não formados em música.
Apenas problemas de visão afastaram Lourdes do acompanhamento e preparação do coro. Seguindo a tradição católica de músicos com formação clássica se dedicarem ao serviço musical nas igrejas, Lourdes foi substituída por Maria das Mercês Ianini, compositora mineira, especialista em órgãos de tubo (grande órgão). Esta por sua vez foi substituída pelo maestro Ricardo Rocha.

### Formação musical de gerações
A generosidade de Lourdes Vallier fazia com que ela se dedicasse a formação de platéias. Levava alunos e conhecidos aos espetáculos do Theatro Municipal, muitas vezes pagando todas as despesas. Fazia com que aperfeiçoassem sua percepção musical e compreensão de estilo e história da Música.

### Partituras raras
Em suas diversas viagens, Lourdes foi acumulando grande acervo de partituras. Em abril de 2000, com Lourdes já acamada, a família Vallier doou seu acervo, incluindo fotos, programas cobrindo décadas de concertos do Theatro Municipal, livros, reduções de ópera para canto e piano, peças para piano etc. à biblioteca da Escola de Música Villa Lobos.
Então, a bibliotecária Rosa Maria Pereira Vieira encontrou nove manuscritos de Alberto Nepomuceno, os quais foram comparados com originais do autor, guardados na Biblioteca Nacional e reconhecidos como autênticos. Dentre os originais do acervo de Lourdes Vallier encontravam-se peças que Nepomuceno compôs especialmente para Madame Shaw.
Lourdes em 2001 faleceu em decorrência de complicações de dois acidentes vasculares cerebrais.